# 1. Fußball-Club Köln 01/07 2009-2010
Questa voce raccoglie le informazioni riguardanti il 1. Fußball-Club Köln 01/07 nelle competizioni ufficiali della stagione 2009-2010.

## Stagione
Nella stagione 2009-2010 il Colonia, allenato da Zvonimir Soldo, concluse il campionato di Bundesliga al 13º posto. In Coppa di Germania il Colonia fu eliminato ai quarti di finale dall'Augusta.

## Rosa
| N. |                     | Ruolo | Calciatore          |
| -- | ------------------- | ----- | ------------------- |
| 18 | Germania (bandiera) | P     | Thomas Kessler      |
| 1  | Colombia (bandiera) | P     | Faryd Mondragón     |
| 34 | Croazia (bandiera)  | P     | Miro Varvodić       |
| 2  | Slovenia (bandiera) | D     | Mišo Brečko         |
| 28 | Germania (bandiera) | D     | Carsten Cullmann    |
| 39 | Germania (bandiera) | D     | Andreas Dick        |
| 21 | Brasile (bandiera)  | D     | Geromel             |
| 23 | Canada (bandiera)   | D     | Kevin McKenna       |
| 3  | Libano (bandiera)   | D     | Youssef Mohamad     |
| 32 | Germania (bandiera) | D     | Stephan Salger      |
| 16 | Germania (bandiera) | D     | Christopher Schorch |
| 31 | Germania (bandiera) | D     | Alexander Vaaßen    |
| 6  | Camerun (bandiera)  | D     | Pierre Womé         |
| 13 | Germania (bandiera) | C     | Daniel Brosinski    |
| 20 | Marocco (bandiera)  | C     | Adil Chihi          |
| 27 | Germania (bandiera) | C     | Christian Clemens   |

| N. |                       | Ruolo | Calciatore          |
| -- | --------------------- | ----- | ------------------- |
| 22 | Francia (bandiera)    | C     | Fabrice Ehret       |
| 12 | Portogallo (bandiera) | C     | Maniche             |
| 25 | Polonia (bandiera)    | C     | Adam Matuszczyk     |
| 33 | Germania (bandiera)   | C     | Michael Niedrig     |
| 8  | Portogallo (bandiera) | C     | Petit               |
| 17 | Germania (bandiera)   | C     | Kevin Pezzoni       |
| 14 | Serbia (bandiera)     | C     | Zoran Tošić         |
| 37 | Germania (bandiera)   | C     | Reinhold Yabo       |
| 19 | Germania (bandiera)   | C     | Taner Yalçın        |
| 29 | Germania (bandiera)   | C     | Sebastian Zielinsky |
| 7  | Germania (bandiera)   | A     | Sebastian Freis     |
| 9  | Nigeria (bandiera)    | A     | Manasseh Ishiaku    |
| 11 | Slovenia (bandiera)   | A     | Milivoje Novakovič  |
| 10 | Germania (bandiera)   | A     | Lukas Podolski      |
| 15 | Germania (bandiera)   | A     | Simon Terodde       |
| 24 | Angola (bandiera)     | A     | José Vunguidica     |

## Organigramma societario
Area tecnica
- Allenatore: Zvonimir Soldo
- Allenatore in seconda: Michael Henke
- Preparatore dei portieri: Alexander Bade
- Preparatori atletici:

## Risultati

### Bundesliga

#### Girone di andata
| Arbitro: | Stark |

|                  |           |  |
| Matip 75’ (aut.) | Marcatori |  |

| Arbitro: | Kinhöfer |

|           |           |                                       |
| Ehret 49’ | Marcatori | 72’ Džeko 74’ (aut.) Womé 87’ Martins |

| Colonia 22 agosto 2009, ore 15:30 CEST 3ª giornata | Colonia | 0 – 0 referto | Eintracht Francoforte | RheinEnergieStadion (49 200 spett.)\| Arbitro: \| Gräfe \| |
| Arbitro:                                           | Gräfe   |               |                       |                                                            |

| Arbitro: | Brych |

|                                         |           |           |
| Guerrero 19’, 66’ Trochowski 86’ (rig.) | Marcatori | 76’ Chihi |

| Arbitro: | Drees |

|             |           |                            |
| Podolski 6’ | Marcatori | 2’ Farfán 46’ K'obiashvili |

| Arbitro: | Weiner |

|  |           |                     |
|  | Marcatori | 25’ Freis 89’ Sanou |

| Arbitro: | Kempter |

|  |           |            |
|  | Marcatori | 82’ Rolfes |

| Monaco di Baviera 3 ottobre 2009, ore 15:30 CEST 8ª giornata | Bayern Monaco | 0 – 0 referto | Colonia | Allianz Arena (69 000 spett.)\| Arbitro: \| Wagner \| |
| Arbitro:                                                     | Wagner        |               |         |                                                       |

| Arbitro: | Gagelmann |

|               |           |  |
| Novakovič 41’ | Marcatori |  |

| Mönchengladbach 24 ottobre 2009, ore 15:30 CEST 10ª giornata | Borussia M'gladbach | 0 – 0 referto | Colonia | Borussia-Park (54 067 spett.)\| Arbitro: \| Kircher \| |
| Arbitro:                                                     | Kircher             |               |         |                                                        |

| Arbitro: | Fleischer |

|  |           |               |
|  | Marcatori | 36’ Rosenthal |

| Arbitro: | Rafati |

|  |           |               |
|  | Marcatori | 79’ Novakovič |

| Arbitro: | Brych |

|  |           |                                                 |
|  | Marcatori | 5’ Eduardo 11’ Obasi 46’ Ba 90’ (rig.) Ibišević |

| Bochum 27 novembre 2009, ore 20:30 CET 14ª giornata | Bochum  | 0 – 0 referto | Colonia | Rewirpowerstadion (29 102 spett.)\| Arbitro: \| Aytekin \| |
| Arbitro:                                            | Aytekin |               |         |                                                            |

| Colonia 6 dicembre 2009, ore 15:30 CET 15ª giornata | Colonia | 0 – 0 referto | Werder Brema | RheinEnergieStadion (50 000 spett.)\| Arbitro: \| Drees \| |
| Arbitro:                                            | Drees   |               |              |                                                            |

| Friburgo in Brisgovia 12 dicembre 2009, ore 15:30 CET 16ª giornata | Friburgo | 0 – 0 referto | Colonia | Badenova-Stadion (24 000 spett.)\| Arbitro: \| Zwayer \| |
| Arbitro:                                                           | Zwayer   |               |         |                                                          |

| Arbitro: | Wagner |

|                                |           |  |
| Geromel 37’ Novakovič 70’, 77’ | Marcatori |  |

#### Girone di ritorno
| Arbitro: | Meyer |

|                         |           |                                 |
| McKenna 82’ Mohamad 88’ | Marcatori | 28’, 45’ Hummels 90’ Großkreutz |

| Arbitro: | Perl |

|                       |           |                                |
| Gentner 22’ Costa 59’ | Marcatori | 7’ Pezzoni 57’ Freis 74’ Chihi |

| Arbitro: | Sippel |

|           |           |                             |
| Chris 76’ | Marcatori | 59’ Maniche 84’ (aut.) Russ |

| Arbitro: | Weiner |

|                                     |           |                                  |
| Mohamad 31’ Novakovič 75’ Chihi 88’ | Marcatori | 3’ Jansen 36’, 50’ (rig.) Petrić |

| Arbitro: | Gagelmann |

|                      |           |  |
| Matip 45’ Farfán 81’ | Marcatori |  |

| Arbitro: | Gräfe |

|             |           |                                         |
| Schorch 44’ | Marcatori | 13’, 31’, 38’, 74’ Cacau 69’ Pogrebnjak |

| Leverkusen 27 febbraio 2010, ore 18:30 CET 24ª giornata | Bayer Leverkusen | 0 – 0 referto | Colonia | BayArena (30 210 spett.)\| Arbitro: \| Kircher \| |
| Arbitro:                                                | Kircher          |               |         |                                                   |

| Arbitro: | Rafati |

|              |           |                    |
| Podolski 31’ | Marcatori | 58’ Schweinsteiger |

| Arbitro: | Fritz |

|              |           |  |
| Schürrle 56’ | Marcatori |  |

| Arbitro: | Brych |

|             |           |          |
| Maniche 79’ | Marcatori | 55’ Reus |

| Arbitro: | Drees |

|                |           |                                               |
| Cherundolo 81’ | Marcatori | 13’, 70’ Tošić 20’ Petit 28’ (rig.) Novakovič |

| Arbitro: | Gagelmann |

|  |           |                             |
|  | Marcatori | 25’, 45’ Raffael 75’ Cícero |

| Arbitro: | Perl |

|  |           |                     |
|  | Marcatori | 46’, 82’ Matuszczyk |

| Arbitro: | Sippel |

|                |           |  |
| Tošić 15’, 78’ | Marcatori |  |

| Arbitro: | Winkmann |

|                   |           |  |
| Frings 90’ (rig.) | Marcatori |  |

| Arbitro: | Wingenbach |

|                    |           |                   |
| Tošić 9’ Freis 83’ | Marcatori | 31’, 57’ Idrissou |

| Arbitro: | Gagelmann |

|          |           |  |
| Ottl 88’ | Marcatori |  |

### Coppa di Germania
| Arbitro: | Fischer |

|  |           |                                    |
|  | Marcatori | 37’ Mohamad 59’ Sanou 88’ Podolski |

| Arbitro: | Stark |

|                            |           |                       |
| Ishiaku 22’, 32’ Freis 65’ | Marcatori | 54’ Džeko 66’ Riether |

| Arbitro: | Fritz |

|  |           |                                       |
|  | Marcatori | 25’ Novakovič 29’ Mohamad 52’ Maniche |

| Arbitro: | Kinhöfer |

|                     |           |  |
| Thurk 3’ Rafael 86’ | Marcatori |  |

## Statistiche

### Statistiche di squadra
| Competizione      | Punti | In casa | In casa | In casa | In casa | In casa | In casa | In trasferta | In trasferta | In trasferta | In trasferta | In trasferta | In trasferta | Totale | Totale | Totale | Totale | Totale | Totale | DR |
| Competizione      | Punti | G       | V       | N       | P       | Gf      | Gs      | G            | V            | N            | P            | Gf           | Gs           | G      | V      | N      | P      | Gf     | Gs     | DR |
| ----------------- | ----- | ------- | ------- | ------- | ------- | ------- | ------- | ------------ | ------------ | ------------ | ------------ | ------------ | ------------ | ------ | ------ | ------ | ------ | ------ | ------ | -- |
| Bundesliga        | 38    | 17      | 3       | 6       | 8       | 18      | 29      | 17           | 6            | 5            | 6            | 15           | 13           | 34     | 9      | 11     | 14     | 33     | 42     | -9 |
| Coppa di Germania | -     | 1       | 1       | 0       | 0       | 3       | 2       | 3            | 2            | 0            | 1            | 6            | 2            | 4      | 3      | 0      | 1      | 9      | 4      | +5 |
| Totale            | -     | 18      | 4       | 6       | 8       | 21      | 31      | 20           | 8            | 5            | 7            | 21           | 15           | 38     | 12     | 11     | 15     | 42     | 46     | -4 |

### Andamento in campionato
| Giornata  | 1  | 2  | 3  | 4  | 5  | 6  | 7  | 8  | 9  | 10 | 11 | 12 | 13 | 14 | 15 | 16 | 17 | 18 | 19 | 20 | 21 | 22 | 23 | 24 | 25 | 26 | 27 | 28 | 29 | 30 | 31 | 32 | 33 | 34 |
| --------- | -- | -- | -- | -- | -- | -- | -- | -- | -- | -- | -- | -- | -- | -- | -- | -- | -- | -- | -- | -- | -- | -- | -- | -- | -- | -- | -- | -- | -- | -- | -- | -- | -- | -- |
| Luogo     | T  | C  | C  | T  | C  | T  | C  | T  | C  | T  | C  | T  | C  | T  | C  | T  | C  | C  | T  | T  | C  | T  | C  | T  | C  | T  | C  | T  | C  | T  | C  | T  | C  | T  |
| Risultato | P  | P  | N  | P  | P  | V  | P  | N  | V  | N  | P  | V  | P  | N  | N  | N  | V  | P  | V  | V  | N  | P  | P  | N  | N  | P  | N  | V  | P  | V  | V  | P  | N  | P  |
| Posizione | 16 | 18 | 17 | 18 | 18 | 16 | 17 | 16 | 14 | 13 | 15 | 13 | 15 | 14 | 14 | 14 | 12 | 14 | 13 | 13 | 11 | 13 | 14 | 14 | 13 | 13 | 13 | 13 | 13 | 13 | 11 | 13 | 12 | 13 |

Legenda:

Luogo: C = Casa; T = Trasferta. Risultato: V = Vittoria; N = Pareggio; P = Sconfitta.

### Statistiche dei giocatori
| Giocatore     | Bundesliga | Bundesliga | Bundesliga  | Bundesliga | Coppa di Germania | Coppa di Germania | Coppa di Germania | Coppa di Germania | Totale   | Totale | Totale      | Totale     |
| Giocatore     | Presenze   | Reti       | Ammonizioni | Espulsioni | Presenze          | Reti              | Ammonizioni       | Espulsioni        | Presenze | Reti   | Ammonizioni | Espulsioni |
| ------------- | ---------- | ---------- | ----------- | ---------- | ----------------- | ----------------- | ----------------- | ----------------- | -------- | ------ | ----------- | ---------- |
| T. Kessler    | 2          | 0          | 0           | 0          | -                 | -                 | -                 | -                 | 2        | 0      | 0           | 0          |
| F. Mondragón  | 32         | 0          | 3           | 0          | 4                 | 0                 | 1                 | 0                 | 36       | 0      | 4           | 0          |
| M. Varvodić   | -          | -          | -           | -          | -                 | -                 | -                 | -                 | -        | -      | -           | -          |
| M. Brečko     | 32         | 0          | 5           | 0          | 4                 | 0                 | 1                 | 0                 | 36       | 0      | 6           | 0          |
| C. Cullmann   | 3          | 0          | 0           | 0          | -                 | -                 | -                 | -                 | 3        | 0      | 0           | 0          |
| A. Dick       | -          | -          | -           | -          | -                 | -                 | -                 | -                 | -        | -      | -           | -          |
| P. Geromel    | 29         | 1          | 7           | 1          | 3                 | 0                 | 0                 | 0                 | 32       | 1      | 7           | 1          |
| K. McKenna    | 25         | 1          | 2           | 0          | 4                 | 0                 | 2                 | 0                 | 29       | 1      | 4           | 0          |
| Y. Mohamad    | 31         | 2          | 5           | 1          | 4                 | 2                 | 1                 | 0                 | 35       | 4      | 6           | 1          |
| S. Salger     | -          | -          | -           | -          | -                 | -                 | -                 | -                 | -        | -      | -           | -          |
| C. Schorch    | 17         | 1          | 2           | 0          | 1                 | 0                 | 0                 | 0                 | 18       | 1      | 2           | 0          |
| A. Vaaßen     | -          | -          | -           | -          | -                 | -                 | -                 | -                 | -        | -      | -           | -          |
| P. Womé       | 12         | 0          | 1           | 0          | 2                 | 0                 | 0                 | 0                 | 14       | 0      | 1           | 0          |
| D. Brosinski  | 8          | 0          | 0           | 0          | 1                 | 0                 | 0                 | 0                 | 9        | 0      | 0           | 0          |
| A. Chihi      | 15         | 3          | 1           | 0          | 2                 | 0                 | 0                 | 1                 | 17       | 3      | 1           | 1          |
| C. Clemens    | -          | -          | -           | -          | -                 | -                 | -                 | -                 | -        | -      | -           | -          |
| F. Ehret      | 29         | 1          | 1           | 0          | 3                 | 0                 | 0                 | 0                 | 32       | 1      | 1           | 0          |
| Maniche       | 26         | 2          | 11          | 1          | 4                 | 1                 | 0                 | 0                 | 30       | 3      | 11          | 1          |
| A. Matuszczyk | 9          | 2          | 2           | 0          | -                 | -                 | -                 | -                 | 9        | 2      | 2           | 0          |
| M. Niedrig    | -          | -          | -           | -          | -                 | -                 | -                 | -                 | -        | -      | -           | -          |
| Petit         | 32         | 1          | 11          | 0          | 4                 | 0                 | 0                 | 1                 | 36       | 1      | 11          | 1          |
| K. Pezzoni    | 21         | 1          | 3           | 0          | 4                 | 0                 | 0                 | 0                 | 25       | 1      | 3           | 0          |
| Z. Tošić      | 13         | 5          | 1           | 1          | 1                 | 0                 | 0                 | 0                 | 14       | 5      | 1           | 1          |
| R. Yabo       | 1          | 0          | 0           | 0          | -                 | -                 | -                 | -                 | 1        | 0      | 0           | 0          |
| T. Yalçın     | 7          | 0          | 1           | 0          | -                 | -                 | -                 | -                 | 7        | 0      | 1           | 0          |
| S. Zielinsky  | 2          | 0          | 0           | 0          | -                 | -                 | -                 | -                 | 2        | 0      | 0           | 0          |
| S. Freis      | 31         | 3          | 2           | 0          | 4                 | 1                 | 0                 | 0                 | 35       | 4      | 2           | 0          |
| M. Ishiaku    | 15         | 0          | 1           | 0          | 2                 | 2                 | 0                 | 0                 | 17       | 2      | 1           | 0          |
| M. Novakovič  | 30         | 6          | 3           | 0          | 2                 | 1                 | 0                 | 0                 | 32       | 7      | 3           | 0          |
| L. Podolski   | 27         | 2          | 7           | 0          | 4                 | 1                 | 1                 | 1                 | 31       | 3      | 8           | 1          |
| S. Terodde    | -          | -          | -           | -          | -                 | -                 | -                 | -                 | -        | -      | -           | -          |
| J. Vunguidica | -          | -          | -           | -          | -                 | -                 | -                 | -                 | -        | -      | -           | -          |
| M. Matip      | 4          | 0          | 1           | 0          | 1                 | 0                 | 0                 | 0                 | 5        | 0      | 1           | 0          |
| W. Sanou      | 6          | 1          | 0           | 0          | 2                 | 1                 | 0                 | 0                 | 8        | 2      | 0           | 0          |